# زاون عنبرچیان
زاون عنبرچیان یک بازیکن فوتبال در پست مهاجم ارمنی‌تبار اهل ایران است که سابقه بازی در آرارات تهران را دارد. وی در جام تخت جمشید بازی کرد و با زدن ۱۳ گل موفق‌ترین مهاجم آرارات در این جام بود. زاون برادر بزرگتر ویگن عنبرچیان بازیکن سابق آرارات و استقلال می‌باشد.

## گل‌ها
| هفته        | تاریخ          | مکان  | حریف        | گل وی | نتیجه | رویداد        |
| ----------- | -------------- | ----- | ----------- | ----- | ----- | ------------- |
|             | ۱۸ شهریور ۱۳۵۵ | تهران | تاج         | ۱–۰   | ۱–۰   | لیگ تخت جمشید |
|             |                | تهران | شهباز       | ۳–۳   | ۳–۳   | لیگ تخت جمشید |
| پانزدهم     | ۱۳۵۴           |       | تراکتورسازی | ۱–۱   | ۲–۲   | لیگ تخت جمشید |
| بیست و دوم  | ۱۳۵۴           |       | برق شیراز   | ۱–۰   | ۱–۰   | لیگ تخت جمشید |
| بیست و پنجم | ۱۳۵۴           |       | راه‌آهن      | ۱–۰   | ۱–۰   | لیگ تخت جمشید |